# Blackmill
Blackmill är en by i Bridgend i Wales. Byn är belägen 26,9 km 
från Cardiff. Orten har 656 invånare (2016).